# لایونل استندر
لایونل استندر (انگلیسی: Lionel Stander؛ ‏ ۱۱ ژانویهٔ ۱۹۰۸ – ۳۰ نوامبر ۱۹۹۴) بازیگر اهل ایالات متحده آمریکا بود که در سال‌های ۱۹۲۸ تا ۱۹۹۴ فعالیت می‌کرد.

## مرگ
استندر بر اثر سرطان ریه در لس آنجلس، کالیفرنیا درگذشت.

## گزیدهٔ فیلم‌شناسی
- ۱۹۴۱ (۱۹۷۹)
- متیلدا (۱۹۷۸)
- چرخند (۱۹۷۸)
- نیویورک، نیویورک (۱۹۷۷)
- گذرگاه کاساندرا (۱۹۷۶)
- یونیفرم‌های قرمز (۱۹۷۵)
- تازه‌کار (۱۹۷۵)
- معصومیت و هوس (۱۹۷۴)
- مرد هوسران (۱۹۷۴)
- خوشی من، خوشی توست (۱۹۷۳)
- تن‌کامه (۱۹۷۲)
- کالیبر ۹ (۱۹۷۲)
- پالپ (۱۹۷۲)
- این گروه مرگبار (۱۹۶۹)
- دوران کودکی، حرفه و نخستین تجربه جاکومو کازانووا، اهل ونیز (۱۹۶۹)
- روزی روزگاری در غرب (۱۹۶۸)
- هفت ضربدر هفت (۱۹۶۸)
- فراتر از قانون (۱۹۶۸)
- بن‌بست (۱۹۶۶)
- عزیز (۱۹۶۵)
- گناه هارولد دیدلباک (۱۹۴۷)
- مواظب باش پروفسور (۱۹۳۸)
- ستاره‌ای متولد شده‌است (۱۹۳۷)
- آقای دیدز به شهر می‌رود (۱۹۳۶)
- راه شیری (۱۹۳۶)
- در شیرینی‌فروشی (۱۹۳۳)